# 伯尔尼玫瑰园

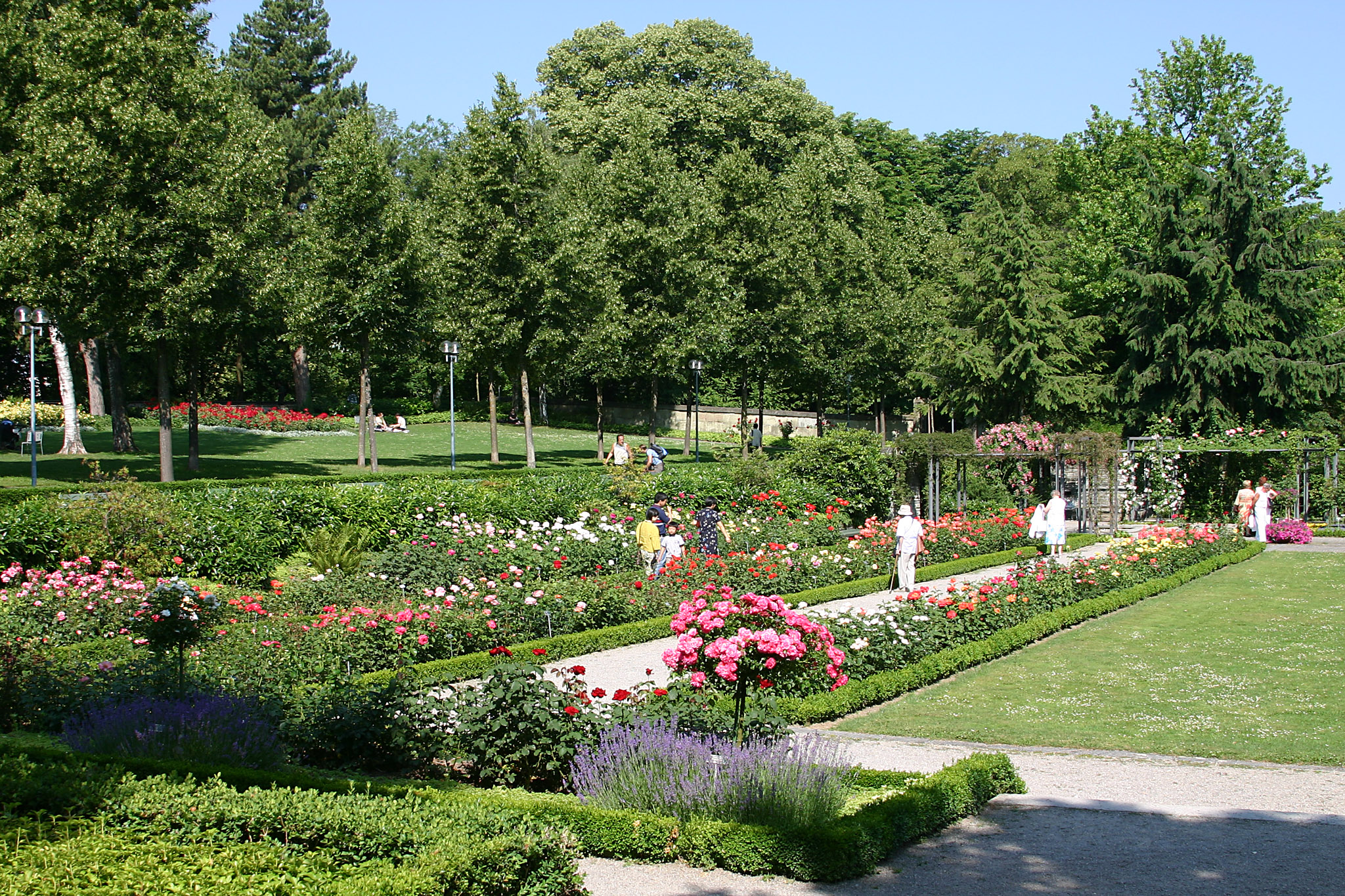

伯尔尼玫瑰园（德語：Rosengarten Bern）是伯尔尼老城以东、阿勒河对岸高地上的一座公园，由于其居高临下，是俯瞰伯尔尼老城的最佳地点之一。

## 历史
玫瑰园1765年至1877年曾经作为墓地，1913年改为公共停车场，1917年开始种植玫瑰。今天园内有数百种蔷薇科植物。
46°57′07″N 7°27′37″E / 46.9519°N 7.4603°E